# Anthony Trollope
Pour les articles homonymes, voir Trollope.
Anthony Trollope, né le 24 avril 1815 à Londres et mort le 6 décembre 1882 dans la même ville, est l'un des romanciers britanniques les plus célèbres, les plus respectés et les plus prolifiques de l'époque victorienne. Parmi les écrits de Trollope, on distingue les Chroniques du Barsetshire (en), qui tournent autour du comté imaginaire de Barsetshire, et des romans sur des sujets politiques, sociaux et sentimentaux, et aussi sur les conflits de son époque.
Trollope a toujours été un romancier populaire. Sir Alec Guinness (qui ne voyage jamais sans un roman de Trollope), le premier Ministre britannique John Major, l'économiste John Kenneth Galbraith, l'écrivain américain de romans policiers Sue Grafton et l'écrivain Harding Lemay (en) peuvent être comptés au nombre de ses admirateurs. Sa réputation littéraire décline quelque peu pendant les dernières années de sa vie, mais il regagne l'estime des critiques vers le milieu du XXe siècle.

## Biographie
Le père d'Anthony Trollope, Thomas Anthony Trollope, est barrister (avocat plaidant). Thomas Trollope, homme pourtant intelligent et ayant reçu une excellente éducation, en particulier au New College d'Oxford, ne réussit pas au barreau, sans doute en raison de son caractère colérique. De plus, il monte une entreprise agricole qui lui fait perdre de l'argent, et l'héritage qu'il attend d'un vieil oncle lui échappe quand, contre toute attente, ce monsieur se marie et a des enfants. Néanmoins, il vient de la bonne société et est lié à l'aristocratie des propriétaires terriens (gentry). À ce titre, il tient à ce que ses fils soient éduqués en « gentlemen » et fréquentent l'université d'Oxford ou l'université de Cambridge. Le contraste existant entre l'extraction sociale de la famille et sa pauvreté est une source de souffrance pour le jeune Anthony, qui ne peut, par manque d'argent, accéder aux occupations et aux divertissements auxquels il aspire.
Né à Londres, Anthony étudie à la Public School de Harrow, Harrow School, pendant trois ans à partir de sa septième année, comme externe à titre gratuit car c'est dans son voisinage que le père a choisi de s'installer comme fermier. Après quelque temps passé dans une autre école privée, il suit son père et deux de ses grands frères à Winchester, Winchester College, où il reste trois ans. Il retourne ensuite à Harrow en qualité d'externe afin de réduire les frais de scolarité. Trollope est plutôt malheureux dans ces deux prestigieux établissements, où il souffre de la brutalité des anciens et de ses pairs, de son manque d'argent chronique et aussi, les deux étant sans doute liés, de la solitude car il ne peut s'y faire aucun ami. Il se réfugie dans le monde de l'imagination et construit des univers complexes qui sont vraisemblablement à l'origine de sa vocation littéraire.
En 1827, sa mère, Frances Trollope, déménage aux États-Unis avec trois des frères d'Anthony ; elle ouvre un bazar à Cincinnati, qui fait faillite. Thomas Trollope les rejoint brièvement avant de retourner à la ferme de Harrow, mais Anthony, lui, reste en Angleterre. Sa mère revient en 1831 et se fait rapidement un nom en tant qu'écrivain, ce qui lui donne une réelle aisance financière. L'affaire du père périclite rapidement au point que ce dernier doit, en 1834, s'enfuir précipitamment pour la Belgique afin d'éviter la prison pour dettes. La famille tout entière emménage dans une maison près de Bruges, où elle vit grâce à l'argent que Frances gagne avec ses livres. En 1835, Thomas Trollope meurt.
Alors qu'il vit en Belgique, Anthony travaille comme professeur assistant dans une école, où il suit des cours de français et d'allemand en vue d'obtenir un poste d'officier dans un régiment de cavalerie autrichien, poste qu'il occupe pendant six semaines. Puis il est recruté comme fonctionnaire des Postes de Sa Majesté, grâce à l'entremise d'une relation de sa mère. Il retourne donc à Londres où il vit seul, ses nouvelles fonctions lui apportant la respectabilité qu'il recherche mais des revenus très modestes.

### En Irlande
Trollope vit dans diverses pensions de famille, restant à l'écart de toute vie sociale ; il qualifiera plus tard cette période comme ayant été son "hobbledehoyhood", jeu de mots qu'on pourrait traduire par « sa période grand dadais », référence, sans doute, à sa gaucherie physique naturelle et aussi à sa précarité sociale. Professionnellement, en effet, il ne progresse guère, mais tout change en 1841 lorsque l'administration des Postes le nomme en Irlande. En 1844, il épouse une Anglaise, Rose Heseltine, avec laquelle il s'installe dans ce pays où ils vivent jusqu'en 1859. Sur son séjour, alors qu'il a connu au plus près la désastreuse famine qui a décimé la population, Trollope ne fait, dans son Autobiographie (Autobiography), qu'un commentaire plutôt laconique :
Somme toute, ce fut une vie très agréable que je menais en Irlande. Les Irlandais ne m'ont ni tué ni fracassé la tête. Je les ai trouvés agréables de caractère et intelligents - le peuple y est beaucoup plus intelligent qu'en Angleterre -, et en plus, ils sont économes et hospitaliers.
Son travail d'Inspecteur des Postes lui fait rencontrer beaucoup d'Irlandais. Trollope se met à écrire lors des longs trajets en train qu'il doit effectuer pour son travail et qui le mènent d'un bout à l'autre de l'Irlande. Dès le départ, il s'est fixé des règles très strictes concernant le nombre de pages à écrire chaque matin, rattrapant le lendemain ce qu'il n'a pas accompli la veille. Cette discipline, à laquelle il ne faillit jamais, lui permet de devenir l'un des écrivains les plus prolifiques de tous les temps. Ses premiers romans sont inspirés par la boite dite des « lettres mortes » (dead letters), dans laquelle il pioche lorsqu'il en éprouve le besoin. Là se trouvent les lettres non-distribuées pour cause de décès ou d'adresse incorrecte. Beaucoup de ses premiers romans ont l'Irlande pour cadre, ce qui, pour d'évidentes raisons politiques, lui vaut un accueil plutôt distant et réservé de la part de la critique.

### Retour en Angleterre

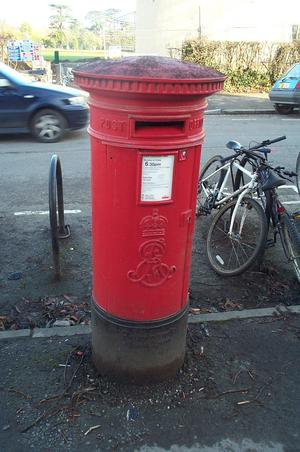
Boîte aux lettres

Au milieu des années 1860, Trollope est élevé à un grade important dans la hiérarchie des Postes. L'histoire de cette administration lui attribue l'introduction de la pillar box (en), l'omniprésente boîte à lettres rouge qu'on trouvait partout au Royaume-Uni. C'est l'époque où ses romans commencent à lui rapporter des sommes importantes. De plus, il a plus ou moins surmonté sa gaucherie naturelle, bien qu'il se décrive toujours (cf. son Autobiographie) comme de grande taille, plutôt massif et lourd. Dès lors, Trollope fréquente les cercles où il rencontre certains grands noms de la littérature. De plus, il dispose des moyens lui permettant de s'adonner à sa passion pour les chevaux et, en particulier, pour la chasse à courre (fox hunting).
Il quitte l'Administration des Postes en 1867 pour faire campagne sous l'égide du Parti Libéral lors des élections générales de 1868, (Parlement parti libéral). Comme il n'est pas élu député (MP [Member of Parliament]) de sa circonscription, il consacre le reste de sa vie à sa carrière littéraire. Les romans se succèdent rapidement et plusieurs sont publiés en feuilletons (instalments) dans le St Paul's Magazine dont il est devenu l'éditeur.
Son premier grand succès est The Warden (1855), petit chef-d'œuvre dont l'action se déroule dans le comté fictif du « Barsetshire ». Ce roman, qui a pour héros malheureux un membre du bas clergé, est suivi de nombreux autres exploitant la même veine. Cette série constitue ce qu'on appelle les Chroniques du Barsetshire. La satire comique de Barchester Towers (1857) vaut peut-être à ce roman de figurer parmi les plus populaires de Trollope.
L'autre série majeure, les Romans de Palliser (en), traite de sujets politiques, avec, comme protagonistes principaux, le riche aristocrate Plantagenet Palliser (en) et sa femme Lady Glencora, délicieusement spontanée et encore plus riche que lui. Tout au long des deux séries, les protagonistes reviennent sur la scène, entourés de certains personnages déjà rencontrés et aussi de nombreux autres qui y commencent une carrière fictive, parfois poursuivie et parfois interrompue selon les besoins de l'intrigue.
La popularité de Trollope et son succès critique pâlissent dans les dernières années de sa vie, mais il continue d'écrire avec la même verve. Son œuvre satirique Quelle époque ! (The Way We Live Now, 1875) est considérée comme son chef-d'œuvre . En tout, Trollope a écrit quarante-sept romans, ainsi que des douzaines de nouvelles et quelques livres de voyage.
Anthony Trollope meurt à Londres en 1882. Il est inhumé au Kensal Green Cemetery, près de son contemporain Wilkie Collins.

## Réputation
Un an après sa mort, parait l'autobiographie (Autobiography) de Trollope. La critique s'est toujours étonnée de l'abondance de la production littéraire de cet écrivain qui enchaîne les romans l'un après l'autre. On admire, comme on le fait de Charles Dickens, le génie créateur, source intarissable de longs récits touffus à l'intrigue palpitante, aux personnages fouillés, aux dialogues étincelants. Mais voilà que l'autobiographie étale au grand jour des méthodes d'écriture peu ordinaires. Apprendre d'un coup que ces belles pages ont été comptabilisées matin après matin, écrites non pas sous l'emprise d'une divine inspiration mais avec la régularité métronomique d'un commis aux écritures, cela ne correspond plus au portrait idéalisé qu'on s'est fait. Trollope change de stature et devient une sorte de rond de cuir des lettres. Pis, il ne fait nul mystère du fait qu'il n'écrit pas par plaisir mais pour gagner de l'argent, beaucoup d'argent. Chaque livre publié représente un capital minutieusement répertorié en livres sonnantes et trébuchantes, et les bilans, avec actif et passif dûment retranscrits au « farthing » près (un farthing valait un quart de penny), chagrinent les professionnels des lettres et, dans une certaine mesure, découragent le public des abonnés. Bref, les illusions se sont envolées et Trollope est passé de mode. Il sait tout cela, avant et par delà son Autobiography, persuadé qu'il est que toute écriture, même de fiction, révèle ipso facto l'auteur qui la produit. Dans sa « Vie de Cicéron » (Life of Cicero), il écrit :
« The man of letters is, in truth, ever writing his own biography. What there is in his mind, is being declared to the world at large by himself. And if he can write that the world at large shall care to read what is written, no other memoir will perhaps be necessary. »
Quant à lui, Henry James a exprimé des opinions partagées sur Anthony Trollope. De The Belton Estate, il écrit que c'est « un livre stupide, vide de toute réflexion ou d'idée, [...] une sorte de "pabulum" mental." » Il ajoute qu'il n'en aime pas la méthode narrative ; les interpolations joyeuses du narrateur montrant à l'envi comment l'histoire peut prendre n'importe quelle direction selon la fantaisie de son auteur, nuisent, selon lui, à « l'intégrité de l'artiste ». Cela dit, il apprécie « l'attention méticuleuse au détail » et, dans un essai publié peu après le décès de Trollope, il lui rend un hommage d'autant plus remarquable que James, dans ses Préfaces et dans son œuvre, présente une forme de roman aux antipodes de celle de l'auteur victorien :
« Son grand, son incontestable mérite, c'est une totale compréhension du routinier... Trollope sentait en même temps qu'il la voyait, la multiplicité du quotidien et de l'immédiateté ; il la sentait d'une façon simple, directe et salubre, avec sa tristesse, ses joies, son charme, son côté comique [...]. Il restera l'un des plus sûrs, bien que n'étant pas le plus éloquent, des écrivains qui ont aidé le cœur de l'homme à se connaître lui-même... Chanceuse est la race qui, comme celle de l'Angleterre, possède le sens de l'imaginaire dont a fait preuve Trollope. »
Il n'en reste pas moins que le postier des lettres anglaises a pu avoir quelque influence sur lui ; son traitement des tensions familiales, par exemple, notamment entre pères et filles, trouve son écho dans certains romans de James. Ainsi, Alice Vavasor et son égoïste de père, dans Peut-on lui pardonner ? (Can You Forgive Her ?), premier roman de la série Palliser, semble préfigurer Kate Croy et l'insupportable Lionel de Les Ailes de la colombe (The Wings of the Dove).
Des écrivains comme William Makepeace Thackeray, George Eliot et Wilkie Collins admirent Trollope dont ils sont l'ami. George Eliot note même qu'elle n'aurait jamais pu entreprendre un projet aussi ambitieux que Middlemarch sans l'existence du comté imaginaire de Barsetshire qu'il a créé.
Alors que le roman s'oriente de plus en plus vers la subjectivité et l'expérimentation artistique, la réputation critique de Trollope se ternit peu à peu. Au cours des années 1940, ses admirateurs, car il en reste, s'efforcent de la redorer, si bien que Trollope connait un regain d'intérêt dans les années 1960 et aussi 1990. Au début du XXIe siècle, il est considéré comme l'un des grands romanciers victoriens et on accorde particulièrement d'attention aux portraits de femme qu'il a créés. Déjà, de son vivant, on avait remarqué et parfois apprécié sa clairvoyance à l'égard de la condition féminine.

## Postérité
Une « Trollope Society » existe au Royaume-Uni, 9 A North Street, London SW4, tout comme aux États-Unis.

### Citations
- « De tous les romanciers de n'importe quel pays, c'est Trollope qui comprend le mieux le rôle de l'argent. Comparé à lui, même Balzac est un romantique. » — W. H. Auden
- « Il me tue, il me tue avec sa maîtrise ! » — Léon Tolstoï.

## Œuvre
Les titres indiqués sont les titres originaux accompagnés du titre de la traduction française s'il en existe une.

### Romans

#### Les Chroniques du Barsetshire
- The Warden (1855) Publié en français sous le titre Le Directeur, traduit par J. Staquet, Bruxelles, Éditions la Boétie, 1946 ; nouvelle édition sous le titre La Sinécure, traduit par Louis Rocher, Paris, Nouvelles Éditions latines, coll. « Les Maîtres étrangers », 1947 ; réédition dans une nouvelle traduction de Richard Crevier sous le titre Le Directeur, Paris, Aubier, coll. « Domaine anglais », 1992  (ISBN 2-7007-1647-7) ; réédition de la traduction de Richard Crevier révisée par Isabelle Gadoin, Paris, Gallimard, coll. « Folio » no 6533, 2018  (ISBN 978-2-07-273209-6)
- Barchester Towers (1857) Publié en français sous le titre Les Tours de Barchester, traduit par L. Martel, Paris, Hachette, 1885 ; réédition dans une nouvelle traduction de Christian Bérubé, Paris, Fayard, 1991  (ISBN 2-213-02768-4) ; réédition de la traduction de Christian Bérubé révisée par Alain Jumeau, Paris, Gallimard, coll. « Folio » no 6340, 2017  (ISBN 978-2-07-269985-6)
- Doctor Thorne (1858) Publié en français sous le titre Le Docteur Thorne, Paris, Revue britannique, 1864 ; réédition sous le même titre dans une nouvelle traduction d'Alain Jumeau, Paris, Fayard, 2012  (ISBN 978-2-213-65606-9) ; réédition, Paris, Éditions Points, coll. « Points. Grands romans » no 3276, 2014  (ISBN 978-2-7578-4277-5)
- Framley Parsonage (1861) Publié en français sous le titre La Cure de Framley, traduit préfacé et annoté par Alain Jumeau, Paris, Fayard, 2015  (ISBN 978-2-213-68090-3) ; réédition, Paris, Éditions Points, coll. « Points. Grands romans » no 4643, 2017  (ISBN 978-2-7578-6093-9)
- The Small House at Allington (1864)Publié en français sous le titre La Petite Maison d'Allington, traduit par Laurent Bury, Piranha Éditions, 2024  (ISBN 978-2-3711-9092-4)
- The Last Chronicle of Barset (1867)

#### SériePalliser
- Can You Forgive Her? (1864) Publié en français sous le titre Peut-on lui pardonner ?, traduit par Claudine Richetin, Paris, Albin Michel, coll. « Les Grandes Traductions », 1998  (ISBN 2-226-09507-1)
- Phineas Finn (1869) Publié en français sous le titre Phinéas Finn, traduit par Guillaume Villeneuve, Paris, Albin Michel, coll. « Les Grandes Traductions », 1992  (ISBN 2-226-05830-3)
- The Eustace Diamonds (1873) Publié en français sous le titre Les Diamants Eustace, traduit par Denise Getzler, Paris, Albin Michel, coll. « Les Grandes Traductions », 1992  (ISBN 2-226-06119-3)
- Phineas Redux (1874) Publié en français sous le titre Les Antichambres de Westminster, traduit par Françoise Du Sorbier, Paris, Albin Michel, coll. « Les Grandes Traductions », 1994  (ISBN 2-226-06497-4)
- The Prime Minister (1876) Publié en français sous le titre Le Premier Ministre, traduit par Guillaume Villeneuve, Paris, Albin Michel, coll. « Les Grandes Traductions », 1995  (ISBN 2-226-07653-0)
- The Duke's Children (1879) Publié en français sous le titre Les Enfants du duc, traduit par Alain Jumeau, Paris, Fayard, 2013  (ISBN 978-2-213-66674-7) ; réédition, Paris, Éditions Points, coll. « Points. Grands romans » no P4135, 2015  (ISBN 978-2-7578-5324-5)

#### Autres romans
- The Macdermots of Ballycloran (1847)
- The Kellys and the O'Kellys (1848)
- La Vendée: An Historical Romance (1850) Publié en français sous le titre Vendée, traduit par Béatrice Vierne, Monaco, Éditions du Rocher, 1997  (ISBN 2-268-02656-6)
- The Three Clerks (1858)
- The Bertrams (1859) Publié en français sous le titre Les Bertram, Paris, Charpentier, 1866
- Castle Richmond (1860)
- Orley Farm (1862)
- The Struggles of Brown, Jones, and Robinson (1862)
- Rachel Ray (1863) Publié en français sous le titre Rachel Ray, traduit par L. Martel, Paris, Hachette, 1889 ; réédition dans la même traduction révisée et complétée par Laurent Bury, Paris, Éditions Autrement, 2011  (ISBN 978-2-7467-1520-2)
- Miss Mackenzie (1865) Publié en français sous le titre Miss Mackenzie, traduit par Laurent Bury, Paris, Éditions Autrement, 2008  (ISBN 978-2-7467-1221-8) ; réédition, Paris, LGF, coll. « Le Livre de Poche. Biblio roman » no 31966, 2010  (ISBN 978-2-253-13328-5)
- The Belton Estate (1866) Publié en français sous le titre Le Domaine de Belton, traduit par Eugène Dailhac, Paris, Hachette, coll. « Bibliothèque des meilleurs romans étrangers », 1875 ; réédition dans la même traduction révisée par Charlotte Robert sous le titre L'Héritage Belton, Paris, Archipoche coll. « Classiques d'hier et d'aujourdhui » no 293, 2014  (ISBN 978-2-35287-604-5)
- The Claverings (1867)
- Nina Balatka (1867)
- Linda Tressel (1868)
- He Knew He Was Right (1869)
- The Vicar of Bullhampton (1870)
- Sir Harry Hotspur of Humblethwaite (1871)
- Ralph the Heir (1871)
- The Golden Lion of Granpère (1872)
- Harry Heathcote of Gangoil (1874)
- Lady Anna (1874)
- The Way We Live Now (1875) Publié en français sous le titre Quelle époque !, traduit par Alain Jumeau, Paris, Fayard, 2009  (ISBN 978-2-213-64346-5) ; réédition, Paris, J'ai lu no 9666, 2011  (ISBN 978-2-290-02815-5)
- The American Senator (1877)
- Is He Popenjoy? (1878)
- John Caldigate (1879)
- An Eye for an Eye (1879) Publié en français sous le titre Œil pour Œil, traduit par Amy Davy, Paris, Sandoz & Fischbacher, 1881 ; nouvelle édition sous le même titre dans une traduction de Victor Staquet, Toulouse, Éditions Ombres, 1999  (ISBN 2-84142-109-0) ; réédition, Paris, Éditions Sillage, 2025  (ISBN 978-2-38141-078-4)
- Cousin Henry (1879) Publié en français sous le titre Le Cousin Henry, traduit par Mme Honorine Martel, Paris, Hachette, coll. « Bibliothèque des meilleurs romans étrangers », 1881
- Ayala's Angel (1881) Publié en français sous le titre L'Ange d'Ayala, traduit par Béatrice Vierne, Paris, L'Herne, 2013  (ISBN 978-2-85197-728-1)
- Doctor Wortle's School (1881)
- The Fixed Period (1882)
- Kept in the Dark (1882)
- Marion Fay (1882)
- M. Scarborough's Family (1883)
- The Landleaguers (1883), roman inachevé
- An Old Man's Love (1884) Publié en français sous le titre L'Amour d'un vieil homme, traduit par Yves Cadroy, Paris, Éditions Sillage, 2017  (ISBN 979-10-91896-64-1)

### Recueils de nouvelles
- Tales of All Countries—1st Series (1861)
- Tales of All Countries—2nd Series (1863)
- Lotta Schmidt, and Other Stories (1867)
- Tales of All Countries—3rd Series (1870)
- An Editor's Tales (1870)
- Why Frau Frohmann Raised Her Prices and Other Stories (1882)
- The Two Heroines of Plumpington (1882)

### Nouvelles isolées
- Relics of General Chassé (1860) Publié en français sous le titre Les Vestiges du général Chassé, dans le recueil de nouvelles John Bull sur le Guadalquivir, traduit par Béatrice Vierne, Paris, L'Herne, 2014  (ISBN 978-2-85197-738-0)
- The O'Conors of Castle Conor, County Mayo (1860)
- The Courtship of Susan Bell (1860)
- La Mère Bauche (1861) Publié en français sous le titre Un amour de jeunesse, traduit par Béatrice Vierne, Paris, L'Herne, 2011  (ISBN 978-2-85197-240-8)
- The Château of Prince Polignac (1861) Publié en français sous le titre Le Château du prince de Polignac, traduit par Béatrice Vierne, Paris, L'Herne, 2011  (ISBN 978-2-85197-945-2)
- John Bull on the Guadalquivir (1861) Publié en français sous le titre John Bull sur le Guadalquivir, dans le recueil de nouvelles du titre éponyme, traduit par Béatrice Vierne, Paris, L'Herne, 2014  (ISBN 978-2-85197-738-0)
- Miss Sarah Jack, of Spanish Town, Jamaica (1861)
- An Unprotected Female At the Pyramids (1861) Publié en français sous le titre Une femme sans protecteur ; précédé de La Générale Talboys ; et de L'Homme qui gardait son argent dans une malle, traduit par Marie Picard, Paris, Éditions Sillage, 2015  (ISBN 979-10-91896-30-6)
- Aaron Trow (1863)
- Mrs. General Talboys (1863) Publié en français sous le titre La Générale Talboys ; suivi de L'Homme qui gardait son argent dans une malle et de Une femme sans protecteur, traduit par Marie Picard, Paris, Éditions Sillage, 2015  (ISBN 979-10-91896-30-6)
- The Parson's Daughter of Oxney Colne (1863)
- George Walker At Suez (1863)
- The Mistletoe Bough (1863)
- Returning Home (1863)
- A Ride Across Palestine (1863) Publié en français sous le titre À cheval à travers la Palestine, dans le recueil de nouvelles John Bull sur le Guadalquivir, traduit par Béatrice Vierne, Paris, L'Herne, 2014  (ISBN 978-2-85197-738-0)
- The House of Heine Brothers in Munich (1863)
- The Man Who Kept His Money In a Box (1863) Publié en français sous le titre L'Homme qui gardait son argent dans une malle ; précédé de La Générale Talboys et suivi de Une femme sans protecteur, traduit par Marie Picard, Paris, Éditions Sillage, 2015  (ISBN 979-10-91896-30-6)
- Lotta Schmidt (1866)
- The Misfortunes of Frederic Pickering (1866)
- Father Giles of Ballymoy (1866)
- Gentle Euphemia (1866)
- Katchen's Caprices (1866)
- Malachi's Cove (1867) Publié en français sous le titre La Crique de Malachi, dans le recueil de nouvelles John Bull sur le Guadalquivir, traduit par Béatrice Vierne, Paris, L'Herne, 2014  (ISBN 978-2-85197-738-0)
- The Widow's Mite (1867)
- The Last Austrian Who Left Venice (1867)
- Miss Ophelia Gledd (1867)
- The Journey to Panama (1867)
- The Turkish Bath (1870)
- Mary Gresley (1870)
- Josephine De Montmorenci (1870)
- The Panjandrum (1870)
- The Spotted Dog (1870)
- Mrs. Brumby (1870)
- Christmas at Kirkby Cottage (1870)
- Never, Nerver -- Nerver, Nerver (1875)
- Christmas At Thompson Hall (1876) Publié en français sous le titre Noël à Thompson Hall, dans le recueil de nouvelles éponyme, traduit par Béatrice Vierne, Paris, L'Herne, 2014  (ISBN 978-2-85197-737-3)
- Catherine Carmichael (1878)
- Why Frau Frohmann Raised Her Prices (1882)
- The Lady of Launay (1882)
- The Telegraphe Girl (1882) Publié en français sous le titre La Fille du télégraphe, dans le recueil de nouvelles Noël à Thompson Hall, traduit par Béatrice Vierne, Paris, L'Herne, 2014  (ISBN 978-2-85197-737-3)
- Alice Dugdale (1882) Publié en français sous le titre Alice Dugdale, dans le recueil de nouvelles Noël à Thompson Hall, traduit par Béatrice Vierne, Paris, L'Herne, 2014  (ISBN 978-2-85197-737-3)
- The Two Heroines of Plumpington (1882) Publié en français sous le titre Les Deux Héroïnes de Plumpington, dans le recueil de nouvelles Noël à Thompson Hall, traduit par Béatrice Vierne, Paris, L'Herne, 2014  (ISBN 978-2-85197-737-3)

### Essais
- On English Prose Fiction as a Rational Amusement (1869)
- The Commentaries of Caesar (1870)
- Thackeray (1879)
- The New Zealander (1972)

### Théâtre
- Did He Steal It? (1869)
- The Noble Jilt (1923), pièce publiée de façon posthume

### Récits de voyages
- The West Indies and the Spanish Main (1859)[3]
- North America (1862)
- Australia and New Zealand (1873)
- New South Wales & Queensland (1874)
- South Africa (1878)
- How the 'Mastiffs' Went to Iceland (1878)
- Iceland (1878)

### Autobiographie
An Autobiography (1883) 

### Autres publications
- Hunting Sketches (1865)
- Travelling Sketches (1866)
- Clergymen of the Church of England (1866)
- Life of Cicero (1880), biographie
- Lord Palmerston (1882), biographie
- London Tradesmen (1927), sketches posthumes

## Adaptations d'œuvres de Trollope à la télévision
La BBC a réalisé plusieurs séries fondées sur les œuvres d'Anthony Trollope :
- The Pallisers, une adaptation en 26 épisodes des six Romans de Palliser, diffusée pour la première fois en 1974. L'adaptation fut réalisée par Simon Raven (en) ; la distribution comprenait Philip Latham (en) dans le rôle de Plantagenet Palliser et Susan Hampshire dans le rôle de Lady Glencora.
- The Barchester Chronicles, une adaptation en 1982, en 7 épisodes des deux premiers romans du Barsetshire, The Warden et Barchester Towers. Adapté par Alan Plater, la distribution comprenait Donald Pleasence dans le rôle du Révérend Septimus Harding, Nigel Hawthorne dans le rôle de l'Archidiacre Grantly, Alan Rickman dans le rôle du Révérend Obadiah Slope, et Geraldine McEwan et Susan Hampshire (coffret double vidéo, BBCV4658, 355 minutes).
- The Way We Live Now, une adaptation en 4 épisodes du roman du même nom ; il fut adapté par Andrew Davies, et joué par David Suchet (dans le rôle de Auguste Melmotte) et Matthew Macfadyen (dans le rôle de Sir Felix Carbury).
- He Knew He Was Right diffusé entre le 18 avril et le 9 mai 2004 sur BBC One en 4 épisodes de 60 minutes. Produit par BBC Wales, et adapté par Andrew Davies, sa distribution comprenait entre autres, Bill Nighy, Laura Fraser, David Tennant, et Geoffrey Palmer.

Aux États-Unis, PBS a diffusé les quatre séries : The Pallisers seul, et The Barchester Chronicles, The Way We Live Now, et He Knew He Was Right comme partie du Masterpiece Theater (en).
En 2016, Doctor Thorne (Docteur Thorne, en français) est adapté en trois épisodes de 45 minutes par Julian Fellowes.

## Adaptations de œuvres de Trollope à la radio
- La BBC commanda une adaptation radiophonique en quatre parties de The Small House at Allington, le cinquième roman des Chroniques du Barsetshire, qu'elle diffusa en 1993. Les auditeurs réagirent si favorablement que la BBC adapta les cinq autres romans de la série et BBC Radio 4 diffusa la série entière entre décembre 1995 et mars 1998. Dans cette adaptation, Stephen Moore (en) jouait le rôle de l'Archidiacre Grantly (BBC Radio Collection ZBBC1798).
- BBC Radio 4 diffusa une adaptation radiophonique en plusieurs épisodes de The Kellys and the O'Kellys, avec Derek Jacobi, entre le 21 novembre 1982 et le 2 janvier 1983.
- BBC Radio 4 diffusa The Pallisers, une nouvelle adaptation en douze parties des Romans de Palliser, de janvier à avril 2004, dans l'espace de diffusion Classic Serial du week-end.